# Simplement Ana
Simplement Ana (Ana de nadie) est une telenovela colombienne produite par Estudios RCN et diffusée entre le 1er mars 2023 et le 24 juillet 2023 sur Canal RCN,.
En France d'outre-mer, elle est diffusée entre le 21 novembre 2024 et le 27 mars 2025 sur le réseau La 1ère.

## Synopsis
Ana Ocampo est une femme de 50 ans qui va devoir divorcer après avoir découvert que son mari, Horacio, est infidèle avec une femme beaucoup plus jeune, Adelaida Gómez. Au milieu de sa solitude, Ana découvre que la fin de son mariage deviendra pour elle une seconde chance alors qu'elle profite de sa nouvelle vie et devient une femme plus forte. Elle finit par rencontrer Joaquín Cortés, qui, après avoir rencontré Ana, lui assure qu'elle est la femme de sa vie. Pendant ce temps, Horacio se rend compte que mettre fin à sa relation avec Ana était une erreur.

## Distribution
- Paola Turbay : Ana Ocampo Franco de Valenzuela
- Sebastián Carvajal : Joaquín Cortés
- Jorge Enrique Abello : Horacio Valenzuela
- Laura Archbold : Adelaida Gómez
- Camila Zárate : Magdalena Zea
- Judy Henríquez : Dolores Isabel Franco Viuda de Ocampo
- Carlos Báez : Pedro Valenzuela Ocampo
- Ilenia Antonini : Florencia Valenzuela Ocampo
- Ramistelly Herrera : Emma Valenzuela Ocampo
- Adriana Romero : Genoveva Barbosa
- Adriana Arango : Violeta Dávila Prada
- Lucho Velasco : Benjamín Lemus
- Andrés Toro : Luciano Ucross
- Diana Wiswell : Oriana Castro / Oriana Ucross Dávila
- Carlos Quintero : Samuel
- Gerardo Calero : Arturo Sampedro
- Samuel Montalvo : Teo Cortés Zea
- Carmen Rosa Franco : Úrsula Rojas
- Laura Hernández : Ximena Rojas
- Ana María Pérez : Zulma Rojas
- Jonathan Bedoya : Enrique "Quique" Ramos
- Luna Valbuena : Katy Matallana
- Raúl Ocampo : Alejandro
- Pedro Falla : Lorenzo Arias
- Elizabeth Minotta : Mona Agudelo
- Carolina Cuervo : Camila Ocampo Franco
- Patrick Delmas : Roberto
- Morella Zuleta : Sofia Vargas

## Diffusion
- Canal RCN (2023)
- Vix (2023)
- Izaura TV (2024)
- Canal 13 (2024)
- Teletica (2024)

- La 1ère (2024)

## Autres versions
- Señora Isabel (Canal A, 1993-1994)
- Mirada de mujer (TV Azteca, 1997-1998)
- Nunca Digas Adeus (TVI, 2001-2002)
- Victoria (Telemundo, 2007-2008)
- Si nos dejan (Televisa, 2021)